# Ytterrock

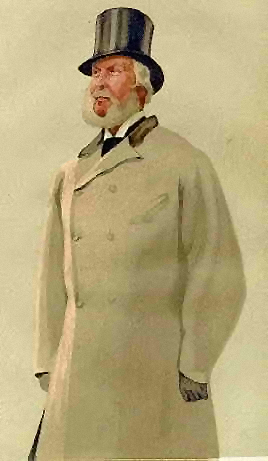
En dubbelknäppt ytterrock, 1876

En ytterrock eller överrock, ofta bara rock (ifrån fornnordiskans rokkr, spinnrock), är ett ytterplagg för män. Den har långa ärmar, är lårlång eller längre och har knäppning framtill. Ibland har den skärp. En överrock avsedd för kallare väderlek är fodrad och kan ha pälskrage, medan en överrock för sommaren är tunnare.

Rock som tillhört kung Karl XI

Mäns användning av överrockar beror på modet, men även på användandet av kostym eller frack. Då överdelen till både kostymer och frackar är längre än en vanlig jacka är överrocken ett nödvändigt klädesplagg om man ska vistas utomhus. När man bär frack bör överrocken vara svart.
Motsvarigheten för kvinnor är vanligtvis kappa.

## Typer av rockar

Rock (sommar) Av beigefärgat kamgarnstyg

- Långrock
- Rökrock
- Trenchcoat
- Duffel
- Kaftan